# Ptahmose Ier
Pour les articles homonymes, voir Ptahmose.
Ptahmose Ier est un grand prêtre de Ptah qui a exercé son pontificat à Memphis sous le règne de Thoutmôsis III de la XVIIIe dynastie.

## Carrière

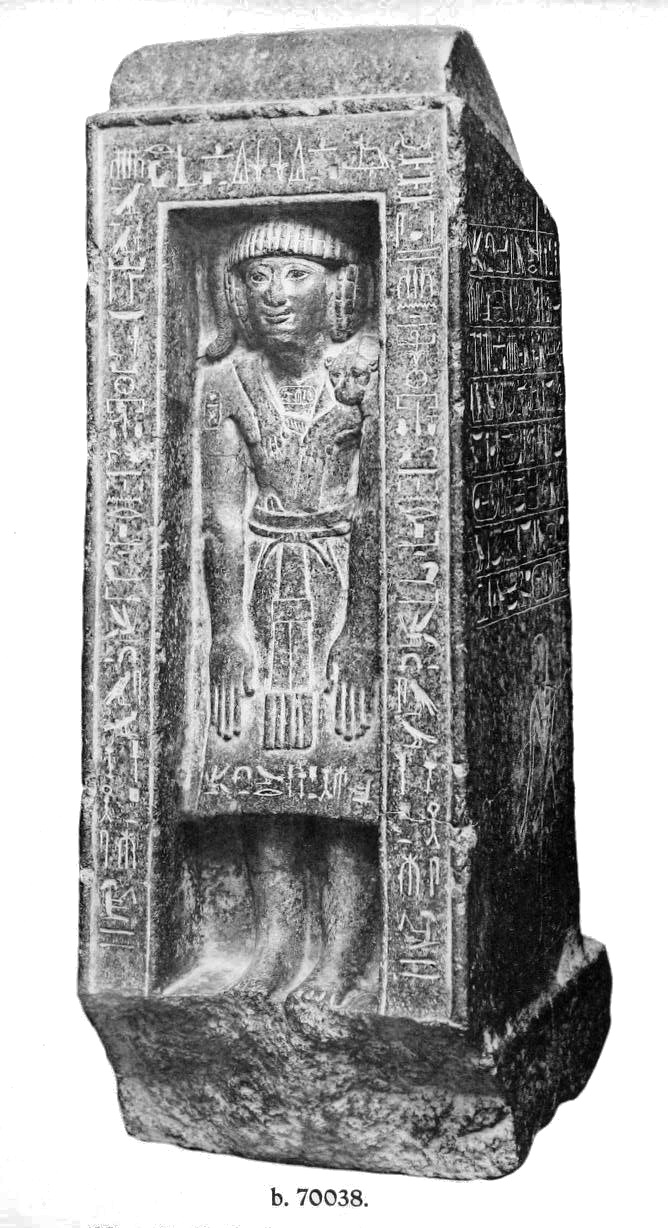
Naos votif de Ptahmose - Musée du Caire

Ptahmose nous est connu notamment par un naos provenant d'Abydos, mentionnant son nom et ses titres de grand prêtre de Ptah et orné des cartouches de Thoutmôsis III.
Le dignitaire, en habits de grand prêtre, coiffé de la perruque à natte latérale, caractéristique de sa fonction pontificale, est figuré debout à l'intérieur du naos, en lieu et place d'une divinité. Ce détail démontre que Ptahmose jouissait d'une telle réputation qu'il recevait probablement dans la cité sainte d'Osiris un culte.
Bien qu'on ne possède pas de détails sur les origines de Ptahmose, il est probablement issu d'une famille noble de Memphis. 
Entré tôt au service du temple de Ptah, il devient prêtre sem et finit par accéder à la plus haute charge du clergé du dieu en tant que grand des chefs des artisans sans doute dès le règne d'Hatchepsout et de la corégence qui correspond à la première partie du règne de Thoutmôsis III.
Il est désigné comme gouverneur de Memphis et est également nommé par le roi à la tête de l'administration du trésor en tant que Trésorier du Roi.
Il est probable que Ptahmose ait eu une fin de carrière fulgurante car selon Florence Maruéjol et pour des raisons stylistiques, on doit lui attribuer la palette du musée du Louvre au nom d'un Ptahmose grand prêtre de Ptah et vizir. 
Haut dignitaire de la cour, Ptahmose se serait donc distingué auprès du roi au point de gravir les échelons de la cour et de devenir le premier des ministres du roi. 
Sur cette palette du Louvre on peut lire parmi les titres qui lui sont attribués :
- le noble, titre honorifique qui peut tout aussi bien indiquer ses origines aristocratique
- le gouverneur. Ce titre apparaît deux fois sur la palette mais sans préciser qu'il soit rattaché à une cité en particulier. Bien au contraire on peut lire sur l'une des inscriptions la mention suivante « gouverneur sous les lois duquel le roi a placé l'Égypte, sous le bon plaisir duquel il a mis les Deux Terres ». Ainsi il conviendrait de prendre ce titre de gouverneur comme s'appliquant au royaume dans son ensemble ce qui place Ptahmose au plus haut rang de la hiérarchie.
- le porte parole qui apaise le pays tout entier, titre qui s'ajoute et confirme le précédent. Plus qu'un messager, ce rôle spécifique est celui du héraut royal chargé de diffuser dans tout le pays les décrets royaux et de les faire appliquer.
- le directeur des six grandes maisons, titre rattaché à sa fonction de vizir qui le place à la tête des 6 grandes administrations judiciaires du pays. Ce titre est complété par la précision suivante « dans le poing duquel les sceaux d'Horus ont été mis », ce qui fait de Ptahmose le chancelier du royaume.
- le juge, celui du Rideau, le vizir, titres spécifiant sa fonction de premier personnage de l'état après Pharaon et de chef de l'administration juduciaire.
- le préfet de la ville. La ville en question n'est pas précisée mais il y a tout lieu de penser qu'il s'agisse de Memphis même étant donné le rôle de grand prêtre de Ptah de Ptahmose.
- le prêtre sem, fonction sacerdotale spécifique au haut clergé de Ptah.
- le grand des chefs des artisans, titre du grand pontife memphite.

Ainsi, si l'on accepte l'appartenance de cette palette au premier Ptahmose à avoir été grand prêtre de Ptah sous la XVIIIe dynastie, après avoir eu une assez longue carrière au service du dieu Ptah, il aurait donc été nommé, préfet de la ville, puis vizir du roi pour la Basse-Égypte et enfin gouverneur de toute l'Égypte. Il devient alors l'un des personnages les plus puissants du gouvernement de Pharaon.

## Sépulture
|                    | Ptahmose Ier                                                         |  |
| ------------------ | -------------------------------------------------------------------- |  |
| Type               | tombe à chapelle                                                     |  |
|                    |                                                                      |  |
| Emplacement        | Saqqarah                                                             |  |
| Date de découverte | Probablement découverte et pillée au début du XIXe siècle            |  |
| Découvreur         | Sayed Tawfik                                                         |  |
| Fouilles           | redécouverte lors des fouilles de l'Université du Caire de 1984-1988 |  |
| Objets découverts  |                                                                      |  |

Le tombeau de Ptahmose a été retrouvé à Saqqarah par une équipe d'égyptologues égyptiens en 1987. Pillé et en ruine il n'en reste que des vestiges dont les fouilles n'ont pas été publiées jusqu'à présent. En l'absence de cette publication il est impossible d'être plus précis sur cette tombe et les éventuels inscriptions qu'elle contient qui pourrait éclairer de manière plus précisé l'existence de ce grand prêtre des débuts de la XVIIIe dynastie.
De plus, si l'on écarte la palette du Louvre citée plus haut et qui pourrait provenir d'un viatique funéraire, aucun reste de celui ayant certainement appartenu au grand prêtre n'est reconnu actuellement.
Certains vases et autres objets inscrits au nom d'un autre Ptahmose, homologue et homonyme du grand prêtre sous le règne de Thoutmôsis IV pourraient tout aussi bien provenir de sa tombe, car bien que Charles Maystre dans son étude sur les grands prêtres de Ptah attribue l'ensemble de ces objets au second Ptahmose, la redécouverte à la fin des années 1980 par Sayed Tawfik dans le même secteur de la nécropole de Saqqarah des tombeaux de ces dignitaires, démontre qu'ils ont manifestement été pillés au début du XIXe siècle en même temps.
Ainsi ces objets qui portent uniquement les titres de prêtre sem et de grand des chefs des artisans Ptahmose peuvent tout aussi bien appartenir à l'un ou l'autre des grands prêtres homonymes.